# AH6
Đường Xuyên Á 6 (AH6) là đường nằm trên Đường Xuyên Á. Nó chạy từ Busan, Hàn Quốc (trên ) đến biên giới giữa Nga và Belarus. Tổng chiều dài là 10,533 kilômét (6,545 mi).
Đối với phần lớn của chiều dài nước Nga, AH6 trùng với Đường cao tốc Trans-Siberian và, phía Tây của Dãy núi Ural, với Tuyến đường châu Âu E30.

## Hàn Quốc
- Tuyến đô thị Busan 61: Busan - Trung tâm - Busan - Nopo-dong
- Quốc lộ 7: Busan - Nopo-dong - Ulsan - Pohang - Donghae
- Đường cao tốc Donghae: Donghae - Gangneung - Sokcho
- Quốc lộ 7: Sokcho - Goseong

## Triều Tiên
- Đường cao tốc Wonsan–Mount Kumgang: Kosong - Wonsan
  - Nhánh:  Đường cao tốc Pyongyang–Wonsan: Wonsan - Bình Nhưỡng
- (Đánh dấu như  Quốc lộ 7 của Hàn Quốc): Wonsan - Hamhung - Sinpo - Tanchon - Kimchaek - Chongjin - Rason

## Nga
- Đường A189: Khasan - Razdolnoye
- Đường A370: ( Đường cao tốc M60 trước 2010): Razdolnoye - Ussuriysk
- Đường A184: Ussuriysk - Pogranichny

## Trung Quốc
- Đường cao tốc G10: Tuy Phân Hà - Cáp Nhĩ Tân - Tề Tề Cáp Nhĩ - Cam Nam
- Đường cao tốc quốc gia 301: Cam Nam - Mãn Châu Lý

## Nga
- Đường A350 ( Đường A166 trước 2010): Zabaykalsk - Chita
- P258 Đường P258 ( Đường cao tốc M55 trước 2010): Chita - Ulan-Ude - Irkutsk
- P255 Đường P255 ( Đường cao tốc M53 trước 2010): Irkutsk - Krasnoyarsk - Novosibirsk
- P254 Đường P254 ( Đường cao tốc M51 trước 2010): Novosibirsk - Omsk - Isilkul

## Kazakhstan
- Đường cao tốc M51: Karakoga - Petropavl - Chistoe

## Nga
- P254 Đường P254 ( Đường cao tốc M51 trước 2010): Petukhovo - Kurgan - Chelyabinsk
- Đường cao tốc M5: Chelyabinsk - Ufa - Samara - Moskva
- Đường cao tốc M1:Moskva - Krasnoye ( Belarus:  Đường cao tốc M1)